# 1115
1115 (MCXV) fue un año común comenzado en viernes del calendario juliano.

## Acontecimientos
- La isla de Mallorca saqueada por una escuadra pisano-catalana al mando de Ramón Berenguer III
- En Manchuria (China) se funda la Dinastía Jin
- 14 de septiembre: en Siria, los turcos selyúcidas son derrotados por los Cruzados en la batalla de Tell Danith.

## Nacimientos
- Raimundo de Poitiers, militar y aristócrata francés (f. 1149).

## Fallecimientos
- Rey Olaf Magnusson de Noruega de Noruega.
- Ocho Venado, señor mixteco de los ñuu de Tilantongo y Tututepec, es sacrificado por sus enemigos.